# Сочи (городской округ)
Город Сочи, или муниципальное образование городской округ город-курорт Сочи Краснодарского края (неофициальное название — Большой Сочи), — муниципальное образование со статусом городского округа, курорт федерального значения на территории Краснодарского края Российской Федерации, административно-территориальная единица со статусом, соответствующим категории города краевого подчинения Сочи.

## Символика
Флаг и герб муниципального образования утверждены 21 января 2003 года. Герб повторяет советский герб города, утвержденный исполнительным комитетом городского Совета депутатов трудящихся 15.05.1967 г., за исключением внешних украшений в виде венка с девизом и эмблемы «Серп и молот». Символика флага воспроизводит символику герба.
Блазон современного герба согласно свидетельству звучит так:
Щит четверочастно разделен серебром и червленью поверх всего лазоревый гонт, обремененный вверху серебряной чашей без подставки, сопровождаемый вверху червленой громовой стрелой в пояс, а внизу серебряными каплями без числа. В первой части серебряные три горы, тонко окаймленные лазурью; во второй части золотая пальма; в третьей части пламенеющее золотое солнце (без изображения лица); в четвертой части тонкий лазоревый пониженный выщерблено выгнутый пояс.

## География
Территория Сочи простирается от микрорайона Магри города-курорта Сочи (к юго-востоку от устья реки Шепси) до государственной границы с Республикой Абхазия/Грузией по реке Псоу и занимает общую площадь 3502 км² (в пределах городской черты города Сочи — 250 км²). Крайние точки территории Сочи: западная (берег моря у пос. Магри) — 39°09′00″ в. д., восточная (пик Кардывач Узловой) — 40°39′47″ в. д., северная (гора Кашина — 44°07′17″ с. ш., южная (берег моря Имеретинской бухты) — 43°23′08″ с. ш.
Протяжённость муниципального образования город-курорт Сочи — 99 км. Однако чтобы проехать всю длину Сочи по извилистой горной автодороге, необходимо преодолеть существенно большее расстояние (около 140 км; благодаря сооружению новых мостов и тоннелей дорога значительно сокращается). Территория муниципального образования расположена вдоль побережья, местами расширяясь в горные долины вплоть до Главного Кавказского хребта на расстояние от 40 до 60 км. Из общей площади города только 250 км² находится под застройкой. По площади территории, подчинённой администрации города Сочи, Сочи в 1,4 раза больше (3502 км² против 2511 км²) Москвы (в новых границах 2012 года), но имеет гораздо меньшее население (для сравнения: 561 610 и 13 274 285).
Граничит с городским округом Сириус, Туапсинским, Апшеронским и Мостовским районами Краснодарского края, Майкопским районом Республики Адыгея и Республикой Абхазия.

## История
Территория муниципального образования город-курорт Сочи и соответствующей административно-территориальной единицы (города краевого подчинения Сочи) в том виде, в котором она существует сейчас, сложилась 10 февраля 1961 года, когда в черту Сочи была включена территория упразднённых Адлерского и Лазаревского сельских районов Краснодарского края, а в городе Сочи были образованы Адлерский, Лазаревский, Хостинский и Центральный районы.
В 2005 году в результате реформы местного самоуправления на территории города Сочи с подчиненными городской администрации населёнными пунктами, было образовано муниципальное образование город-курорт Сочи со статусом городского округа.
В 2020 году после создания отдельного пгт Сириус на территории Адлерского района города Сочи, часть территории муниципального образования была выделена в отдельный городской округ Сириус с переходным периодом для его оформления до 1 января 2021 года.
Согласно новому Уставу города-курорта Сочи Сириус не входит в состав Сочи и на административном уровне.

## Население
| 1888     | 1891     | 1897     | 1904     | 1916     | 1926     | 1932     | 1939     | 1959     |
| -------- | -------- | -------- | -------- | -------- | -------- | -------- | -------- | -------- |
| 268      | ↗460     | ↗1352    | ↗8163    | ↗13 254  | ↘13 000  | ↗17 010  | ↗72 597  | ↗127 000 |
| 1970     | 1979     | 1989     | 1992     | 1994     | 1997     | 2002     | 2007     | 2008     |
| ↗245 300 | ↗292 300 | ↗361 200 | ↗369 900 | ↗378 300 | ↗388 200 | ↗397 103 | ↗402 043 | ↗406 800 |
| 2009     | 2010     | 2011     | 2012     | 2013     | 2014     | 2015     | 2016     | 2017     |
| ↗410 987 | ↗420 589 | ↗421 452 | ↗437 604 | ↗445 209 | ↗473 206 | ↘467 681 | ↗480 215 | ↗492 601 |
| 2018     | 2019     | 2020     | 2021     | 2023     | 2024     | 2025     |          |          |
| ↗507 365 | ↗524 023 | ↗530 391 | ↗564 367 | ↘561 793 | ↘559 991 | ↗561 610 |          |          |

В городских условиях (Сочи, Красная Поляна) проживают 80,89 % населения городского округа.
Национальный состав
По итогам переписи населения 2020 года проживали следующие национальности (национальности менее 0,1 % и другое см. в сноске к строке «Другие»):
| Национальность | Численность, чел. | Доля     |
| -------------- | ----------------- | -------- |
| Русские        | 382 013           | 67,69 %  |
| Армяне         | 55 028            | 9,75 %   |
| Грузины        | 4829              | 0,86 %   |
| Украинцы       | 2938              | 0,52 %   |
| Татары         | 2238              | 0,40 %   |
| Адыгейцы       | 2135              | 0,38 %   |
| Греки          | 1467              | 0,26 %   |
| Шапсуги        | 1252              | 0,22 %   |
| Абхазы         | 893               | 0,16 %   |
| Осетины        | 778               | 0,14 %   |
| Белорусы       | 714               | 0,13 %   |
| Азербайджанцы  | 695               | 0,12 %   |
| Черкесы        | 618               | 0,11 %   |
| Другие         | 108 769           | 19,26 %  |
| Итого          | 564 367           | 100,00 % |

## Населённые пункты
В состав городского округа (города краевого подчинения Сочи) входят 82 населённых пункта:
| №  | Населённый пункт      | Тип населённого пункта | Население | Административное подчинение (внутригородской район) |
| -- | --------------------- | ---------------------- | --------- | --------------------------------------------------- |
| 1  | Сочи                  | город                  | ↗445 149  | Центральный район                                   |
| 2  | Аибга                 | село                   | ↘155      | Адлерский район                                     |
| 3  | Алексеевское          | село                   | ↗405      | Лазаревский район                                   |
| 4  | Альтмец               | село                   | ↘197      | Лазаревский район                                   |
| 5  | Ахштырь               | село                   | ↗168      | Адлерский район                                     |
| 6  | Барановка             | село                   | ↗996      | Лазаревский район                                   |
| 7  | Барановка             | село                   | ↗3943     | Хостинский район                                    |
| 8  | Беранда               | село                   | ↗450      | Лазаревский район                                   |
| 9  | Бестужевское          | село                   | ↘287      | Адлерский район                                     |
| 10 | Бзогу                 | село                   | ↗12       | Лазаревский район                                   |
| 11 | Богушёвка             | село                   | ↗349      | Хостинский район                                    |
| 12 | Большой Кичмай        | аул                    | ↗724      | Лазаревский район                                   |
| 13 | Варваровка            | село                   | ↗281      | Лазаревский район                                   |
| 14 | Вардане-Верино        | село                   | ↘298      | Адлерский район                                     |
| 15 | Васильевка            | село                   | ↗444      | Лазаревский район                                   |
| 16 | Верхнеармянская Хобза | село                   | ↗570      | Лазаревский район                                   |
| 17 | Верхнеармянское Лоо   | село                   | ↗639      | Лазаревский район                                   |
| 18 | Верхневеселое         | село                   | ↗2374     | Адлерский район                                     |
| 19 | Верхнее Буу           | село                   | ↗908      | Лазаревский район                                   |
| 20 | Верхнее Учдере        | село                   | ↘184      | Лазаревский район                                   |
| 21 | Верхнениколаевское    | село                   | ↘1015     | Адлерский район                                     |
| 22 | Верхнерусское Лоо     | село                   | ↗24       | Лазаревский район                                   |
| 23 | Верхнеякорная Щель    | село                   | ↗260      | Лазаревский район                                   |
| 24 | Верхний Юрт           | село                   | ↗3954     | Хостинский район                                    |
| 25 | Верховское            | село                   | ↗184      | Хостинский район                                    |
| 26 | Весёлое               | село                   | ↗5620     | Адлерский район                                     |
| 27 | Волковка              | село                   | ↗3117     | Лазаревский район                                   |
| 28 | Волконка              | село                   | ↗467      | Лазаревский район                                   |
| 29 | Воронцовка            | село                   | ↘127      | Адлерский район                                     |
| 30 | Высокое               | село                   | ↘3209     | Адлерский район                                     |
| 31 | Галицыно              | село                   | ↗991      | Адлерский район                                     |
| 32 | Горное Лоо            | село                   | ↘3018     | Лазаревский район                                   |
| 33 | Дагомыс               | пгт                    | ↗17 841   | Лазаревский район                                   |
| 34 | Детляжка              | село                   | ↗517      | Лазаревский район                                   |
| 35 | Дубравный             | посёлок                | ↗335      | Адлерский район                                     |
| 36 | Ермоловка             | село                   | ↘370      | Адлерский район                                     |
| 37 | Зубова Щель           | село                   | ↘253      | Лазаревский район                                   |
| 38 | Измайловка            | село                   | ↘1290     | Хостинский район                                    |
| 39 | Илларионовка          | село                   | ↘439      | Адлерский район                                     |
| 40 | Казачий Брод          | село                   | ↗1351     | Адлерский район                                     |
| 41 | Калеж                 | аул                    | ↘393      | Лазаревский район                                   |
| 42 | Калиновое Озеро       | село                   | ↘741      | Адлерский район                                     |
| 43 | Каткова Щель          | село                   | ↗171      | Лазаревский район                                   |
| 44 | Каштаны               | село                   | ↗664      | Адлерский район                                     |
| 45 | Кепша                 | село                   | ↘316      | Адлерский район                                     |
| 46 | Краевско-Армянское    | село                   | ↗3709     | Хостинский район                                    |
| 47 | Красная Воля          | село                   | ↗990      | Адлерский район                                     |
| 48 | Красная Поляна        | пгт                    | ↘9165     | Адлерский район                                     |
| 49 | Лесное                | село                   | ↗423      | Адлерский район                                     |
| 50 | Липники               | село                   | ↘153      | Адлерский район                                     |
| 51 | Лыготх                | аул                    | →43       | Лазаревский район                                   |
| 52 | Малый Кичмай          | аул                    | ↘205      | Лазаревский район                                   |
| 53 | Мамедова Щель         | село                   | ↗256      | Лазаревский район                                   |
| 54 | Марьино               | село                   | ↗117      | Лазаревский район                                   |
| 55 | Медовеевка            | село                   | ↗118      | Адлерский район                                     |
| 56 | Молдовка              | село                   | #Н/Д      | Адлерский район                                     |
| 57 | Монастырь             | село                   | ↗166      | Адлерский район                                     |
| 58 | Наджиго               | аул                    | ↘141      | Лазаревский район                                   |
| 59 | Нижнее Учдере         | село                   | ↗1425     | Лазаревский район                                   |
| 60 | Нижняя Шиловка        | село                   | ↘5073     | Адлерский район                                     |
| 61 | Ордынка               | село                   | ↗405      | Лазаревский район                                   |
| 62 | Орёл-Изумруд          | село                   | ↗7874     | Адлерский район                                     |
| 63 | Отрадное              | село                   | →131      | Лазаревский район                                   |
| 64 | Пластунка             | село                   | ↗2270     | Хостинский район                                    |
| 65 | Прогресс              | село                   | ↗1608     | Хостинский район                                    |
| 66 | Разбитый Котел        | село                   | ↗539      | Лазаревский район                                   |
| 67 | Раздольное            | село                   | ↗5460     | Хостинский район                                    |
| 68 | Русская Мамайка       | село                   | ↗398      | Хостинский район                                    |
| 69 | Семёновка             | село                   | ↗237      | Хостинский район                                    |
| 70 | Сергей-Поле           | село                   | ↗1923     | Лазаревский район                                   |
| 71 | Солохаул              | село                   | ↗214      | Лазаревский район                                   |
| 72 | Татьяновка            | село                   | ↘23       | Лазаревский район                                   |
| 73 | Третья Рота           | село                   | ↘76       | Лазаревский район                                   |
| 74 | Тхагапш               | аул                    | ↗167      | Лазаревский район                                   |
| 75 | Хаджико               | аул                    | ↗518      | Лазаревский район                                   |
| 76 | Харциз Второй         | село                   | →156      | Лазаревский район                                   |
| 77 | Харциз Первый         | село                   | ↘348      | Лазаревский район                                   |
| 78 | Хлебороб              | село                   | ↗584      | Адлерский район                                     |
| 79 | Чвижепсе              | село                   | ↘60       | Адлерский район                                     |
| 80 | Черешня               | село                   | ↗3752     | Адлерский район                                     |
| 81 | Четвёртая Рота        | село                   | →0        | Лазаревский район                                   |
| 82 | Эстосадок             | село                   | ↗890      | Адлерский район                                     |

Город Сочи как объект административно-территориального устройства Краснодарского края состоит из следующих административно-территориальных единиц: 4 внутригородских района (района), которым административно подчинены сельские (поселковый) округа, находящиеся в пределах границ города Сочи, в том числе 1 поселковый округ и 11 сельских округов.

## Сочинская агломерация
Выступая центром российского Черноморского побережья, город Сочи концентрирует человеческие, инвестиционные, финансовые, интеллектуальные и другие виды ресурсов. В городе сосредоточена значительная часть инвестиций, по доле которых в Краснодарском крае он уступает только Краснодару. Все эти факторы повлияли на то, что вокруг Сочи сложилась агломерация. Почти вся территория Сочинской агломерации находится в пределах единственного муниципального образования — городского округа Сочи; лишь небольшую её часть составляет выделенная в 2020 году из состава Адлерского района федеральная территория Сириус.
Центральный район и Адлер наиболее развиты. Непосредственно сам город (Центральный район) концентрирует трудовые ресурсы: потоки маятниковой трудовой миграции в центр — постоянное явление. В районе проживает 32 % сочинцев, здесь чрезвычайно высокая плотность населения (если в Лазаревском районе 53 чел./км², то в Центральном — 4743 чел./км²), здесь сосредоточены офисы, банки, административные учреждения, крупные отели, предприятия туристско-рекреационного и санаторно-курортного комплекса, научные и образовательные учреждения. Согласно исследованиям, по состоянию на 2015 год Сочинская агломерация в определённой мере уже была сложена и полицентрична (имела четыре центра притяжения).
| МО     | Население, чел. |
| ------ | --------------- |
| Сочи   | ↗561 610        |
| Сириус | ↗14 448         |
| Итого  | 576 058         |

## Местное самоуправление
Городское Собрание — представительный орган муниципального образования;
Представительный орган муниципального образования — Городское Собрание Сочи. Состоит из 50 депутатов, избираемых жителями города на основе всеобщего тайного голосования сроком на пять лет. Руководит работой Городского Собрания Сочи председатель, избираемый на его первом заседании.
Главы города
Согласно уставу города Сочи, его высшее должностное лицо — глава муниципального образования городской округ город-курорт Сочи Краснодарского края (глава города Сочи), возглавляющий администрацию города Сочи и руководящий её деятельностью. Глава города Сочи избирается на сессиях Городского Собрания Сочи из числа кандидатов, представленных конкурсной комиссией по результатам конкурса.
- Андрей Прошутин.

Администрация города
Исполнительно-распорядительный орган муниципального образования — Администрация города Сочи, возглавляемая Главой города. Наделена собственными полномочиями по решению вопросов местного значения и полномочиями для осуществления отдельных государственных полномочий, переданных органам местного самоуправления города Сочи федеральными законами и законами Краснодарского края.

## Галерея
- Территория Сочи
- Вид на Центральную часть Сочи со смотровой башни на горе Ахун
- Вид в сторону гор, Красной Поляны, со смотровой башни на горе Ахун
- Вид на Адлер со смотровой башни на горе Ахун
- Гора Чугуш, по которой проходит северная граница города Сочи

## Археология
- Мустьерские индустрии Закавказья делятся три территориально обособленных колхидских группировки — хостинскую, цуцхватскую и джурчульско-кударскую. Хостинская группировка содержит шесть многослойных пещерных стоянок с индустриями типа зубчатого мустье: Ахштырская пещера, Воронцовская пещера, Навалишенская пещера (Музейная), Ацинская пещера, Хостинская I пещера (Первомайская) и Хостинская II пещера[42].